# Juana Rouco Buela
Juana Rouco Buela (Madrid, 1889-Buenos Aires, 1969) fue una obrera textil, anarquista comprometida con la emancipación de la mujer y figura central del anarcosindicalismo argentino. Pionera feminista, aunque en su contexto no se definía como tal, que cultivó la prensa anarquista, fue directora y cofundadora del periódico La Nueva Senda en 1909 en Montevideo. Posteriormente, fue editora junto a María Fernández, Terencia Fernández y Fidela Cuñado del periódico anarquista escrito sólo por mujeres, Nuestra Tribuna, en 1922 en Necochea.

## Biografía
Huérfana de padre a los cuatro años, en 1900 viajó con su madre a Argentina, donde ya se encontraba su hermano mayor. Siendo apenas una niña comenzó a trabajar en una fábrica y aprendió por su cuenta a leer y escribir, destacando pronto en las luchas libertarias.
En 1904 fue figura central del anarcosindicalismo argentino de tendencia feminista, y participó en la manifestación del 1 de mayo, durante el mitin convocado por la FORA que fue duramente reprimido por la policía.
En 1907 junto a Virginia Bolten, Teresa Caporaletti, María Collazo, Elisa Leotar, María Reyes, Violeta García y Marta Newelstein organizaron el Centro Femenino Anarquista. Paralelamente, en Rosario, se fundó el Centro Femenino Anarquista “Luisa Michel”, en memoria de la revolucionaria francesa que participó en la Comuna de París en 1871.
Juana Rouco y María Collazo fueron oradoras durante la masiva marcha organizada por el comité de la histórica Huelga de Inquilinos protestando por el alza de alquileres y desalojos de los conventillos. Esta huelga tuvo la adhesión de 100 mil personas, la mayoría obreros/as. Fue reprimida a sangre y fuego. Como consecuencia de la represión hubo una víctima de 17 años llamado Miguel Pepe. A raíz de su participación, el gobierno aplicó la Ley de Residencia para expulsar a varios dirigentes anarquistas por su condición de extranjeros, como María Collazo y Virginia Bolten, uruguayas, y Juana Rouco Buela, española que fue deportada a Europa.
En 1908 llegó al puerto de Barcelona y conoció a la militante anarquista Teresa Claramunt y visitó varias escuelas que se regían por la pedagogía libertaria de Francisco Ferrer y Guardia. Tiempo después regresó al Río de la Plata, recalando en Uruguay.
En 1909, fue cofundadora y directora del periódico anarquista La Nueva Senda, publicado en Montevideo, junto a Virginia Bolten, María Collazo y un equipo de anarquistas varones.
Por haber sido oradora en un mitin en repudio al fusilamiento en Barcelona, del educador español Francisco Ferrer, sufrió nuevas persecuciones. Ante una redada policial frente a su casa se escapó disfrazada con ropa masculina. Logró salir de Colonia vestida de riguroso luto, con la cara cubierta por un velo a la usanza de la época y una niña en brazos. Luego del fusilamiento del educador español el Diario El Día publica unos versos en honor a Juana:

"Es cosa que desconsuela, ver que se vuela la Buela con tanta descortesía que es como si en este día le arrancaran una muela...o dos a la policía"
Lasso de la Vega, Leoncio

En Argentina una huelga general convocada por la FORA, provocó una represión desatada contra los dirigentes más combativos, entre ellos, Juana Rouco. Fue detenida y entregada a Montevideo bajo el pedido de extradición.
Luego de permanecer casi un año en prisión, obtuvo su libertad bajo fianza, volviendo nuevamente a las filas anarquistas uruguayas, sin interrumpir su militancia hasta 1914.
En 1914 planificó radicarse en París, fue descubierta en el barco en que viajabs hacia Europa en forma ilegal y desembarcó en Brasil. Se instaló en Río de Janeiro durante tres años, alternando su oficio de planchadora con su activismo en el mundo intelectual y obrero carioca.
Tres años después regresó a Buenos Aires, y comenzó su intervención en huelgas que estallabann en forma constante. El clima de violencia en las luchas sociales alcanzó su expresión más álgida durante la "Semana Trágica". Junto con su compañero José Cardella, desarrolló charlas por distintas ciudades del interior del país, las cuales le permitieron ser reconocida por su desempeño múltiple: dirigente sindical, oradora, escritora y feminista, aunque mantuvo diferencias con los movimientos feministas.
En la ciudad balnearia de Necochea, el año 1921, un grupo de mujeres encabezadas por Juana Rouco Buela fundó el Centro de Estudios Sociales Femeninos, que da nacimiento al periódico anarquista de “Ideas, Arte, Crítica y Literatura” Nuestra Tribuna (1922-1924).
Al igual que La Voz de la Mujer, recibió muchas críticas y suscitó una polémica entre los círculos anarquistas. La publicación también afrontaba dificultades financieras y la negativa de la imprenta a seguir imprimiéndola, por las amenazas de la policía. El último número apareció en noviembre de 1923. Juana Rouco y su familia deben abandonar Necochea.
El 1 de noviembre de 1924, en la localidad de Tandil, reapareció Nuestra Tribuna, aunque por un tiempo corto. Afrontaba de nuevo muchas dificultades. El local del periódico fue atacado a balazos por un grupo opuesto a las ideas de la publicación y esta salió de la circulación. Al año siguiente, en Buenos Aires, se publicaron los tres últimos números.
El golpe de Estado de 1930 fue un momento de inflexión para los grupos anarquistas y para la propia Juana, que quedó sola con sus hijos al ser abandona por su compañero.
Con la Guerra Civil Española reapareció Juana Rouco Buela, organizando con otras mujeres de diversos partidos políticos y agrupaciones feministas, formas alternativas de ayuda a la causa republicana. En 1964 escribió y se publicó su autobiografía "Historia de un ideal vivido por una mujer". Falleció en Buenos Aires, a los 80 años de edad, el 31 de octubre de 1969.

## Publicaciones
- Juana Rouco Buela. Historia de un ideal vivido por una mujer.  Buenos Aires, 1967/ La Malatesta editorial y Tierra de Fuego 2013 ISBN 978-84-938306-4-9